# Újlaki család
Az Újlaki történelmi nevezetességű kihalt család, amelyik Kont Miklóstól, Nagy Lajos király nádorától ered.

## Családtagok
- Kont Miklós, Nagy Lajos király nádora, az Újlaki család őse[1]
- Újlaki Miklós, Kont Miklós fia[1]
- Újlaki Bertalan, Kont Miklós fia[1]
- Újlaki Katalin, Kont Miklós lánya[1]
- Újlaki László, Újlaki Bertalan fia macsói bán 1410–1418[1]
- Újlaki Imre, Újlaki Bertalan fia macsói bán 1410–1418[1]
- Újlaki István, Újlaki László fia, macsói bán[1]
- Újlaki Miklós (1410 körül – 1477), Újlaki László fia,  macsói bán, erdélyi vajda, bosnyák király[1]
- Újlaki Lőrinc (1459 vagy 1460 – 1524), Újlaki Miklós fia, macsói bán, országbíró, Bosznia hercege. Vele halt ki az Újlaki család